# Каркемиш
Каркемиш е древен град в Близкия изток, разположен на днешната граница между Турция и Сирия, близо до съвременния град Каркамъш.
Каркемиш съществува от средата на II хилядолетие пр.н.е., като в отделни периоди е самостоятелен, а в други е под властта на Митани, Хетското царство и Новоасирийското царство. Около 605 година пр.н.е. край града се провежда битката при Каркемиш, в която Нововавилонското царство нанася поражение на Египет.